# Вершинино (селище, Троїцький район)
Верши́нино (рос. Вершинино) — селище у складі Троїцького району Алтайського краю, Росія. Входить до складу Боровлянської сільської ради.

## Населення
Населення — 47 осіб (2010; 62 у 2002).
Національний склад (станом на 2002 рік):
- росіяни — 95 %